# Yohactún de Hidalgo
Yohactún de Hidalgo är en ort i Mexiko.   Den ligger i kommunen Tizimín och delstaten Yucatán, i den östra delen av landet, 1 200 km öster om huvudstaden Mexico City. Yohactún de Hidalgo ligger 5 meter över havet och antalet invånare är 302.
Terrängen runt Yohactún de Hidalgo är mycket platt. Runt Yohactún de Hidalgo är det glesbefolkat, med 16 invånare per kvadratkilometer. Närmaste större samhälle är Loché, 13,4 km väster om Yohactún de Hidalgo. Trakten runt Yohactún de Hidalgo består till största delen av jordbruksmark.